# 가타마치역 (오사카부)
가타마치역(일본어: 片町駅, かたまちえき 카타마치에키[*])은 일본 오사카시 미야코지마구에 소재해 있던 서일본 여객철도·게이한 전기 철도의 역이다. 게이한 전기 철도 본선의 역은 1969년 먼저 폐지되고, 1997년 서일본 여객철도 소속 역마저 폐역되었다.
틀:게이한 전기 철도 본선·오토 선·고사쿠 선